# Quintus Marcius Barea Soranus (Suffektkonsul 34)
Quintus Marcius Barea Soranus war ein römischer Senator des 1. Jahrhunderts n. Chr.
Marcius Barea, Sohn eines Gaius (Marcius), war zusammen mit Titus Rustius Nummius Gallus vom 1. Juli bis zum Jahresende 34 Suffektkonsul. Er diente im Jahr 41/42 und erneut von 42/43 bis Ende Juni als Prokonsul der Provinz Africa. Als Quindecimvir sacris faciundis und Fetiale gehörte er angesehenen Priesterkollegien an und war zudem Patron der Bürger von Hippo Regius. Er widmete der göttlichen Augusta Livia Drusilla sowie den göttlichen Kaisern eine Inschrift, die durch Iddibal aus Leptis Magna finanziert wurde. Während seines zweiten Prokonsulats fungierte Quintus Allius Maximus zum zweiten Mal als sein Legatus propraetor.
Seine Söhne waren Quintus Marcius Barea Soranus und Quintus Marcius Barea Sura.